# Monomma attenuatum attenuatum
Monomma attenuatum attenuatum es una subespecie de coleóptero de la familia Monommatidae.

## Distribución geográfica
Habita en Eritrea.